# Saison 2 de You
Chronologie
Saison 1 Saison 3
Cet article présente la deuxième saison de la série télévisée américaine You.

## Synopsis
Sous le faux nom de Will Bettelheim, Joe Goldberg, ancien libraire au passé sombre, pose ses valises à son propre enfer sur terre : Los Angeles. Fuyant les événements tumultueux de sa récente expérience à New York, il s’efforce de lutter contre ses démons et de mettre fin à ses obsessions pour les femmes. Mais tout bascule lorsqu’il rencontre Love Quinn, héritière de la puissante famille Quinn. Pris dans un nouveau cycle d’obsessions, Will franchit des limites phénoménales pour sa dulcinée. Mais jusqu’où ira-t-il pour elle, et quelles ombres insoupçonnées Love cache-t-elle derrière son apparente perfection ?

## Distribution de la saison
Liste non exhaustive des acteurs apparaissant dans la deuxième saison,, :

### Acteurs principaux
- Penn Badgley (VF : Anatole de Bodinat) : Joseph « Joe » Goldberg / Will Bettelheim
- Victoria Pedretti (VF : Fanny Bloc) : Love Quinn
- James Scully (VF : Benjamin Bollen) : Forty Quinn
- Jenna Ortega (VF : Clara Quilichini) : Ellie Alves
- Carmela Zumbado (VF : Anouck Hautbois) : Delilah Alves
- Ambyr Childers (VF : Kelly Marot) : Candace Stone / Amy Adam

### Acteurs récurrents
- Robin Lord Taylor (VF : Stéphane Marais) : William « Will » Bettelheim
- Chris D'Elia (VF : Damien Ferrette) : Joshua Bunter, dit Henderson
- Adwin Brown (VF : Mike Fédée) : Calvin Maxwell
- Charlie Barnett (VF : Franck Lorrain) : Gabriel « Gabe » Miranda
- Marielle Scott (VF : Sophie Riffont) : Lucy Sprecher
- Melanie Field (VF : Vanessa Van-Geneugden) : Sunrise Cummings
- Steven W. Bailey (VF : David Van de Woestyne) : Jasper Krenn
- Danny Vasquez (VF : Benjamin Pascal) : David Fincher

### Invités
- Saffron Burrows (VF : Déborah Perret) : Dottie Quinn
- Michael Reilly Burke (VF : Constantin Pappas) : Ray Quinn
- Andrew Creer (VF : Donald Reignoux) : Milo Warrington
- Madeline Zima (VF : Julia Boutteville) : Rachel, la propriétaire de la maison de Candace
- Magda Apanowicz (VF : Nadine Girard) : Sandy Goldberg, la mère de Joe
- Billy Lush (VF : Gilduin Tissier) : Raphael Passero, le père de Joe

## Résumé de la saison
Joe Goldberg, désormais sous la fausse identité de Will Bettelheim, fuit New York pour échapper à son passé et aux fantômes de ses actes. Il débarque à Los Angeles, une ville qu’il méprise mais qu’il voit comme un lieu où tout recommencer. Trouvant un emploi dans l'épicerie Anavrin, une épicerie chic et branchée appartenant à la riche et puissante famille Quinn, il essaie de mener une vie plus simple et de contenir ses obsessions. Mais ses résolutions s’effondrent lorsqu’il croise Love Quinn, une femme séduisante et spontanée issue de la famille Quinn. Bien qu’il tente de se convaincre qu’il peut garder ses distances, Joe finit par céder à son attirance pour elle.
En parallèle, Joe se lie d’amitié avec Ellie Alves, sa jeune voisine de 15 ans. Sa volonté de la protéger le mène à découvrir que Henderson, un comédien célèbre qu’elle fréquente, est un prédateur sexuel attiré par les mineurs. Joe prend sur lui de confronter Henderson et, dans un enchaînement tragique, le tue accidentellement. Cette mort attire l’attention des autorités et éveille les soupçons de Delilah, la sœur aînée d’Ellie, qui commence à fouiller dans les affaires de Joe.
Alors que Joe tente de préserver l’équilibre précaire de sa nouvelle vie, son passé le rattrape avec le retour de Candace, son ex-petite amie passée pour morte. Sous le faux nom d'Amy Adam, Candace, bien décidée à révéler sa vraie nature, s’infiltre dans son entourage et gagne la confiance de Forty, le frère instable et égocentrique de Love. Pendant ce temps, Joe plonge dans une relation passionnée avec Love, mais découvre peu à peu que cette dernière n’est pas aussi innocente qu’elle en a l’air.
Candace finit par réussir à enfermer Joe dans la cage de plexiglas où repose le corps de Delilah égorgée. Une fois Love sur les lieux, cette dernière poignarde Candace et avoue tout à Joe : c'est elle qui a tué Delilah. Love lui avoue également avoir manipulé leur rencontre pour s’assurer qu’il tombe amoureux d’elle. Malgré l’horreur de ces révélations, elle lui annonce qu’elle est enceinte, un détail qui le pousse à mettre ses pulsions meurtrières en pause et à rester avec elle.
La situation atteint son paroxysme lorsque Forty, voulant protéger Love, confronte Joe avec une arme à feu. Leur altercation se termine tragiquement lorsque Forty est abattu par un policier,. Grâce à l’argent sale des Quinn, Love efface les traces des crimes et fait enterrer l'affaire, protégeant Joe et elle-même des conséquences. Joe se résout à rester avec Love et à se consacrer à la future famille qu’ils vont former. Tous deux se marient et Love accouche de Henry Quinn-Goldberg. Cependant, dans leur nouvelle maison, Joe laisse entrevoir que ses obsessions ne sont pas enterrées. Son attention commence déjà à se tourner vers leur mystérieuse voisine.

## Liste des épisodes

### Épisode 1:Nouveau départ
Après une rencontre innattendue avec Candace, qui lui jure de le faire souffrir, Joe Goldberg quitte New York pour Los Angeles. Sous le faux nom de Will Bettelheim, il trouve un appartement et décroche un emploi dans l'épicerie d’Anavrin, propriété de la puissante famille Quinn. Là, il rencontre Love, héritière de l'influente famille. Bien que nerveux et déterminé à résister à ses avances, Joe commence à se rapprocher d’elle tout en se liant d’amitié avec Ellie Alves, sa jeune voisine de 15 ans. Ellie l’aide à construire une présence crédible sur les réseaux sociaux, et en retour, Love l’invite à une tournée gastronomique de la ville pour apprendre à le connaître. Joe, malgré ses efforts pour garder ses distances, ne tarde pas à succomber à son charme.

### Épisode 2:Pas trop profond
Joe se remémore son arrivée à Los Angeles et sa rencontre avec Will Bettelheim, un développeur web. Déterminé à disparaître dans l’anonymat, Joe assomme Will, l’enferme dans une cage en plexiglas et s’approprie son identité.  
Dans le présent, Love embrasse Joe, mais ce moment intime fait ressurgir des visions de Beck, qu’il commence à imaginer à chaque fois qu’il se trouve avec Love. La situation se complique lorsque Jasper confronte Joe et exige les 50 000 $ que ce dernier lui doit. Face à l’impossibilité de rembourser cette dette, Jasper lui coupe l’extrémité de son petit doigt.  
Plus tard, Joe espionne un déjeuner entre Love et son cercle d’amis proches : Lucy, une agente hollywoodienne ; Sunrise, la compagne de Lucy ; et Gabe, son meilleur ami pansexuel. Lorsqu’elle surprend Joe en train de lui mentir, Love se montre profondément blessée. Cependant, ils finissent par se réconcilier et conviennent de rester amis, Joe étant sincèrement effrayé à l’idée de lui faire du mal.

### Épisode 3:De belles amitiés
Alors que Joe lutte pour réprimer son attirance envers Love, il entame une relation « amicale » avec son frère jumeau égocentrique, Forty, un aspirant scénariste, réalisateur et producteur, propriétaire d'Anavrin. Tentant de se rapprocher de Love, devenue froide et distante, Joe provoque un malentendu qui mène à une dispute entre Love et Forty au sujet de ses ambitions professionnelles. 
Pendant ce temps, Joe surprend Ellie en train de traîner avec Henderson, l'humoriste prédateur sexuel, et promet de la protéger. Joe avait déjà installé un logiciel espion sur son téléphone pour surveiller ses interactions. À la recherche de preuves compromettantes contre Henderson, Joe s’introduit discrètement à une soirée organisée chez lui. Forty, décidé à promouvoir un projet auprès d’Henderson, accompagne Joe, mais il finit par faire une crise sous l’effet de la drogue. Malgré cela, Joe perçoit un certain côté bienveillant chez Henderson, avant de ramener Forty chez lui et de contacter Love. Cette dernière arrive sur les lieux, calme Forty, et fait l'amour avec Joe.

### Épisode 4:Le Bon, la Brute et Hendy
La relation naissante de Joe avec Love est mise à rude épreuve par la dépendance émotionnelle de Forty, mais Joe parvient néanmoins à se faire accepter par les amis de Love. Pendant ce temps, avec l’aide de Will depuis la cage, Joe s’introduit chez Henderson. Dans la pièce secrète mentionnée par Forty, il découvre des polaroïds compromettants de mineures nues inconscientes, parmi lesquelles figure Delilah. Joe emporte les photos et les dépose devant la porte de Delilah, lui donnant ainsi les moyens de dénoncer Henderson.
Joe découvre qu’Ellie a trouvé et désactivé le logiciel espion qu’il avait installé sur son téléphone et apprend qu’elle se rend toujours chez Henderson. Caché dans une autre pièce de la maison, Joe observe Henderson verser une drogue dans le verre d’Ellie. En réaction, il drogue également Henderson pour l’empêcher d’agir. Joe tente ensuite de lui extorquer une confession, mais dans un enchaînement d’accidents, il fait tomber Henderson dans les escaliers, le tuant sur le coup.

### Épisode 5:Le week-end bien-être
Épris de Love, Joe l’accompagne à un « week-end bien-être » organisée par ses parents pour leur anniversaire de mariage. Cependant, l’événement prend une tournure inattendue lorsque Forty arrive, accompagné de Candace. Cette dernière avoue avoir retrouvé Joe après avoir vu par hasard une vidéo en ligne montrant la crise de Forty chez Henderson. Candace se remémore comment elle avait tenté de quitter Joe, pour se retrouver finalement prisonnière. Pensant l’avoir accidentellement tuée, Joe l’avait enterrée dans une tombe peu profonde, mais Candace s’était réveillée et avait réussi à s’en échapper.
La présence de Candace met Joe sur les nerfs, d’autant plus qu’il doit gérer la dynamique familiale dysfonctionnelle de Love. Les tensions montent lorsque Forty implose, et Love se dispute violemment avec sa mère. Dans un moment de vulnérabilité, Love révèle à Joe que Forty a été victime d’abus durant son enfance. Touché, Joe lui confie qu’il a lui aussi passé une enfance rude.

### Épisode 6:Adieu, ma jolie
Le groupe assiste aux funérailles de Henderson, tandis que Love se remémore les derniers moments passés avec son défunt mari, James. Ayant surpris Candace dans un petit mensonge, Love décide d'engager un détective privé pour enquêter sur elle. Pendant ce temps, Candace se rend à l’appartement de Joe en son absence, ce qui pousse ce dernier à planifier de s’en débarrasser en se rendant chez elle la nuit.  
Cependant, Candace profite de l’absence de Joe pour s’introduire à nouveau dans son appartement, où elle tombe sur Love qui avait découvert l’identité de Candace ainsi que son passé troublé. Candace, en retour, révèle la vérité sur le sombre passé de Joe. Love le confronte, mais il parvient à la convaincre qu’il a quitté New York pour fuir l’obsession de Candace, niant les accusations les plus graves. Malgré ses explications, Love met fin à leur relation, bien que Forty insiste pour que Joe conserve son poste à Anavrin.

### Épisode 7:Une crise ex-istentielle
Après sa rupture avec Joe, Love se console dans une relation rebond avec Milo, le meilleur ami de son défunt mari. Pendant ce temps, Joe tente de se lancer sur une application de rencontre, mais ses rendez-vous se révèlent décevants. Frustré, Joe suit Milo lors d'une randonnée pour but de l'éliminer, mais croise Gabe, qui l'emmène vivre une expérience spirituelle intense et émotionnelle.  
Delilah, reconnaissante pour l'idée de Joe de rédiger un article sur son expérience avec Henderson, le remercie. Leur soirée dérape lorsqu'ils boivent trop et finissent par faire l'amour dans la rue et se font arrêter. Fincher refuse de les aider, mais Forty utilise ses relations pour les faire sortir de prison.  
De son côté, Milo tente d’approfondir sa relation avec Love, mais elle n'est pas prête à s'engager. Une dispute éclate entre Milo et Forty, qui entraîne également Joe et finit par énerver Love.  

### Épisode 8:Beverly Hills Parano
Forty orchestre un « auto-enlèvement » et se confine avec Joe dans une chambre d'hôtel à Beverly Hills pour travailler sur son scénario, avec l’aide d’Ellie. Joe, inquiet à l’idée de ne pas pouvoir partir à temps pour libérer Delilah avant la fin du minuteur de ses menottes, décide de collaborer pour accélérer les choses. Ils passent en revue le script, et Ellie suggère de tout réécrire à partir de zéro. La frustration de Forty atteint son paroxysme, et il quitte la chambre précipitamment. Joe le suit jusqu’à un bar, où Forty le drogue au LSD sous prétexte de stimuler sa créativité.
Pendant que Joe tente désespérément de rester lucide, les effets de la drogue le plongent dans des hallucinations troublantes et des pertes de temps. Love, qui a découvert la lettre d’adieu de Joe, parvient à le retrouver et à le convaincre de rester à Los Angeles. Pendant ce temps, Forty termine enfin son scénario, déduisant correctement que l’ex-petit ami de Beck l’a tuée dans un crime passionnel.

### Épisode 9:Inspecteur Joe
Joe tente de reconstituer les événements de la veille, persuadé qu’il n’a pas tué Delilah malgré les apparences. Soupçonnant Will, il l’appelle, mais ce dernier est bien à Manille, comme il l’avait promis. Joe découvre ensuite qu’il s’était rendu à Anavrin avec Forty pour faire des courses. Lorsqu’il interroge Forty, celui-ci lui révèle qu’il l’a déposé pour « rendre visite à Delilah » avant de passer un appel vidéo à Candace.
Candace et Forty se disputent, mais en examinant l’appel vidéo, Candace remarque Joe en arrière-plan ainsi que l’endroit où il a été déposé, l'unité de stockage. Candace s'y rend alors avec une bombe lacrymogène et découvre Joe debout au-dessus du corps sans vie de Delilah dans la cage. Saisissant l’occasion, elle enferme Joe à l’intérieur et appelle Love pour lui prouver que Joe est un homme extrêmement dangereux.

### Épisode 10:La face cachée de l'amour
Love révèle à Joe qu’elle l’a fait tomber amoureux d’elle en étudiant méticuleusement son passé pour devenir sa partenaire idéale. Elle avoue également avoir assassiné la nounou de Forty lorsqu’ils étaient jeunes, ainsi que Delilah.
Love explique alors qu’elle a élaboré un plan pour leur permettre, à elle, Joe et Forty, de construire une vraie famille. Elle prévoit d’impliquer Ellie dans le meurtre d’Henderson, mais de faire intervenir les avocats influents de la famille Quinn pour enterrer l’affaire. De plus, elle envisage de mettre en scène la mort de Delilah comme un suicide causé par la réaction négative à son article, la faisant reconnaître comme une héroïne de la défense des droits des femmes. Joe, sur le point de tuer Love, se retient finalement lorsqu’elle lui révèle qu’elle est enceinte de leur enfant.
Lors du mariage de Lucy et Sunrise, Joe prend la décision de rester avec Love et d’essayer de l’aimer malgré tout. Pendant ce temps, Forty, convaincu que Joe est le véritable meurtrier de Beck, tente de protéger sa sœur. Joe retrouve Ellie, lui dévoile la vérité sur la mort de Delilah, et l’envoie loin avec de l’argent pour la protéger avant que les services sociaux ne viennent la placer en foyer. 
La confrontation finale se joue à Anavrin, où Forty, armé d'un pistolet, affronte Joe pour sauver Love. Cependant, Forty est abattu par le policier Fincher. Forty est alors soupçonné d’être impliqué dans les morts de Henderson et de Candace. Love, grâce aux moyens de sa famille, nettoie la situation et protège leur avenir.